# Anoplolepis gracilipes
Anoplolepis gracilipes (F.Smith, 1857) è una formica della sottofamiglia Formicinae, comunemente nota come  formica pazza gialla, a causa dei frenetici movimenti erratici che compie quando disturbata.
È una specie invasiva inserita nella lista delle 100 of the World's Worst Invasive Alien Species.

## Descrizione

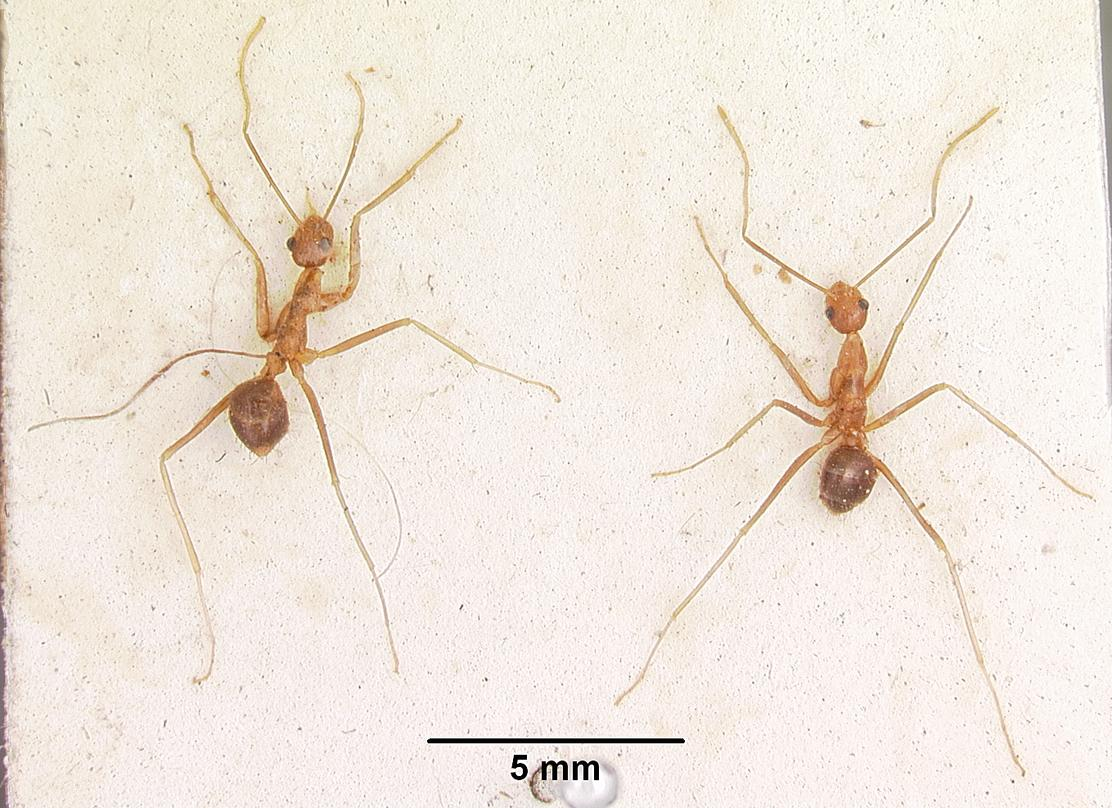

Anoplolepis gracilipes è una formica di taglia medio-piccola (lunghezza da 2 a 5 mm), caratterizzata da zampe e antenne particolarmente lunghe; ha colorazione variabile dal giallo al bruno, con il gastro più scuro del capo e del torace.

## Distribuzione e habitat
La specie è ritenuta nativa dell'Africa orientale ma a seguito di ripetute introduzioni ha stabilito estese colonie in Asia tropicale, in Oceania e nei Caraibi. È stata introdotta dai trasporti umani in diversi paesi della fascia tropicale e subtropicale incluse numerose isole dell'oceano Indiano (Seychelles, Madagascar, Mauritius, Réunion, le isole Cocos e isola di Natale) e del Pacifico (Nuova Caledonia, Hawaii, Polinesia francese, Okinawa, Vanuatu, Micronesia e Galápagos).

## Biologia
È una specie poliginica, cioè che forma colonie in cui sono presenti più regine, e polidomica, cioè con più nidi contigui; forma aggregazioni molto numerose, denominate "supercolonie", in cui gli individui si muovono liberamente tra i nidi.
Esse nidificano prevalentemente sotto la lettiera o in buche nel terreno, ma talora costruiscono il nido all'interno del tronco degli alberi, o sulla sommità delle palme.
Possono aggredire e talora uccidere, spruzzando grosse quantità di acido formico, sia invertebrati di taglia molto maggiore della loro, che piccoli vertebrati, sino a prede della dimensione di un uccello.

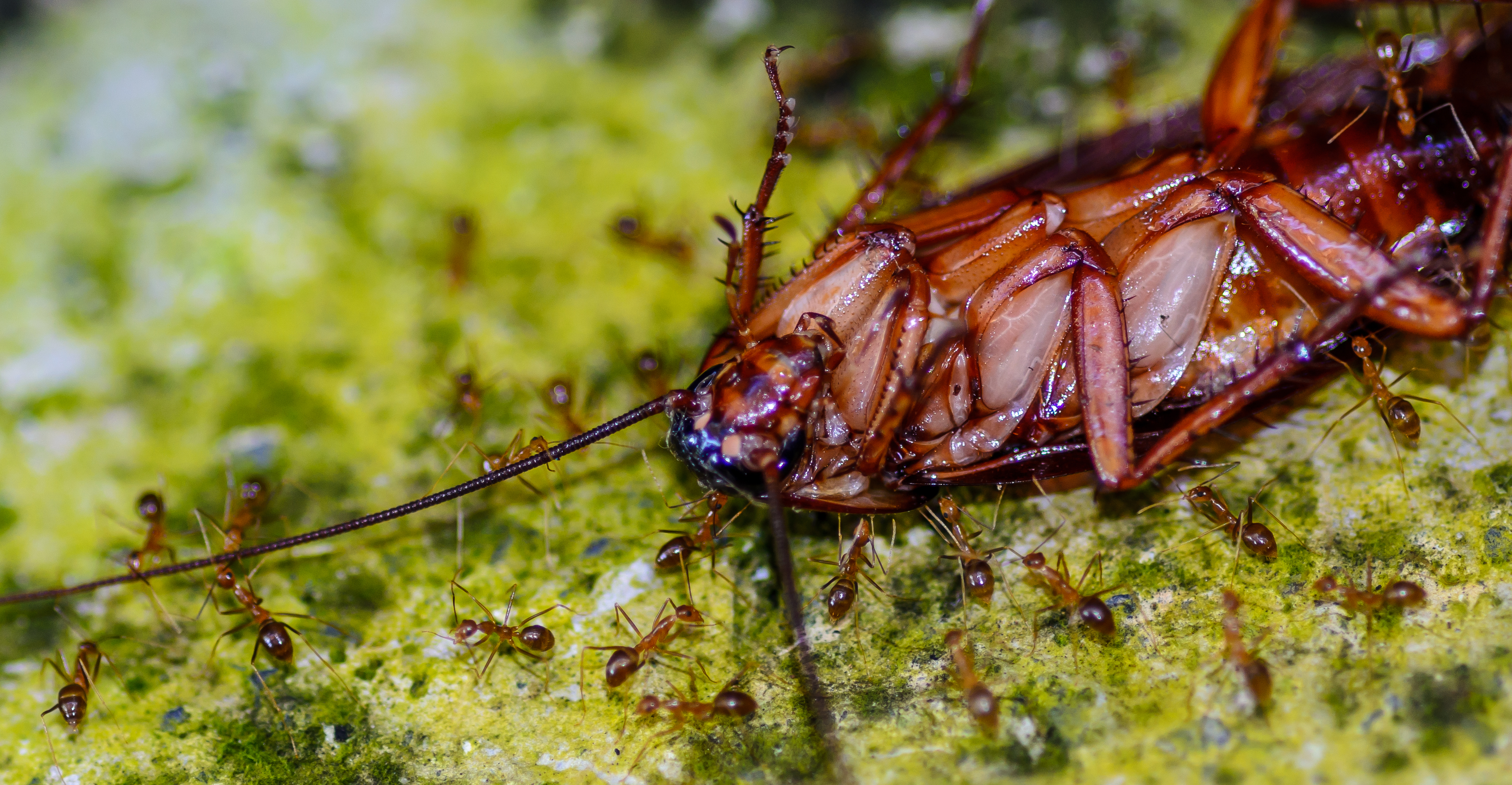
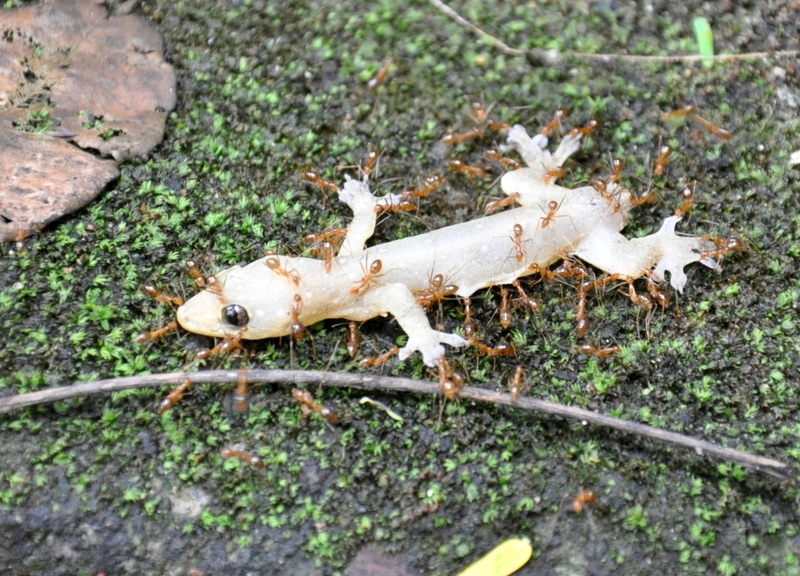
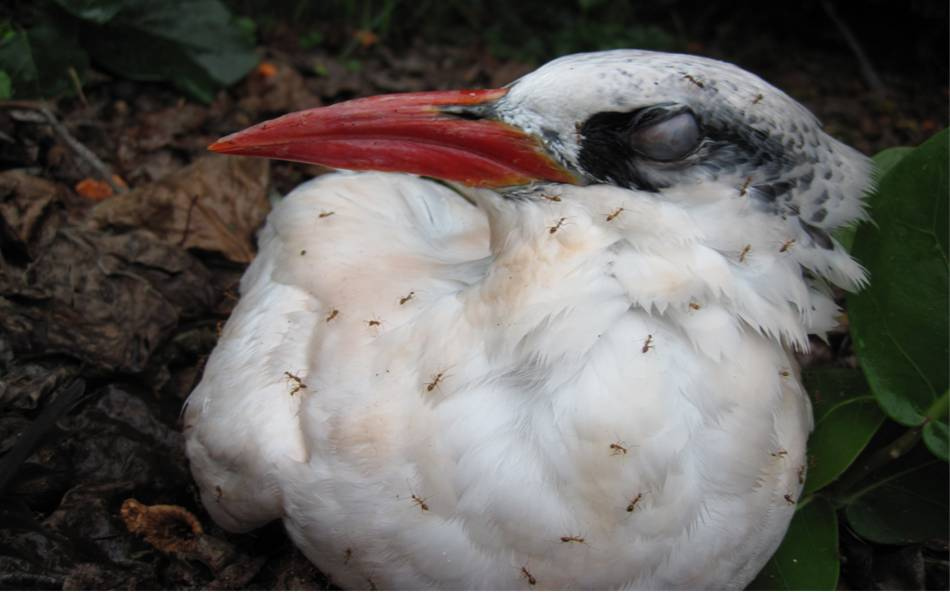

Queste formiche stabiliscono un rapporto mutualistico con afidi e cocciniglie (ordine Rincoti, sottordine Omotteri, sezione Sternorrhyncha), parassiti di diverse specie di piante. Le formiche soddisfano gran parte del loro bisogno di nutrimento dalla melata, un liquido zuccherino prodotto dagli afidi. In cambio le formiche proteggono gli afidi e le loro neanidi dai loro potenziali predatori e ne facilitano la diffusione sulle piante.

### Impatto ecologico
La specie è stata introdotta accidentalmente in numerosi ambienti insulari e a causa della sua invasività ha spesso causato seri danni agli ecosistemi nativi..
Paradigmatico è il caso dell'Isola di Natale (in inglese Christmas Island), una piccola isola appartenente politicamente all'Australia e situata nell'Oceano Indiano a sud dell'Indonesia, nella quale le formiche gialle furono introdotte tra il 1915 e il 1934, facendo registrare una crescita esplosiva e arrivando a rappresentare in breve una seria minaccia per l'equilibrio ecologico della foresta pluviale dell'isola.
Il diffondersi delle supercolonie di questa formica esotica ha infatti portato alla morte di milioni di esemplari dell'endemico granchio rosso  Gecarcoidea natalis, con drammatiche ricadute sull'ecosistema forestale. In aggiunta a ciò l'espansione delle supercolonie di formiche si è associata ad un aumento delle infestazioni da cocciniglie, con effetti devastanti sulle principali specie arboree. Tali modificazioni dell'habitat hanno avuto un impatto negativo su numerose specie di uccelli, rettili e mammiferi di interesse conservazionistico come, per esempio, la sula di Abbott (Papasula abbotti), la fregata di Andrews (Fregata andrewsi), il gufastore di Christmas (Ninox natalis), il tordo dell'isola di Natale (Turdus poliocephalus erythropleurus), lo scinco dalla coda blu dell'isola di Natale (Cryptoblepharus egeriae), il geco dell'isola di Natale (Lepidodactylus listeri) e il toporagno dell'isola di Natale (Crocidura trichura).